# Ruby M. Ayres
Ruby Mildred Ayres (Londres, Inglaterra, 28 de Janeiro de 1881 – Weybridge, Inglaterra, 14 de novembro de 1955) foi uma escritora e roteirista britânica, que publicou diversos romances dirigidos a mulheres jovens.

## Biografia
Ruby era filha de um arquiteto. Casou com o corretor de seguros Reginald William Pocock em 1909, que faleceu em um acidente de trem nos anos 40. Ruby se tornou conhecida por seus livros “românticos”, e também escreveu séries para o "Daily Chronicle" e "Daily Mirror". Seu primeiro romance, "Richard Chatterton V.C.", foi publicado em 1916. Escreveu também roteiros para filmes nos Estados Unidos e Inglaterra, e sua peça "Silver Wedding" foi encenada em 1932. Morreu em 1955, aos 72 anos.